# Eugen Huthmacher

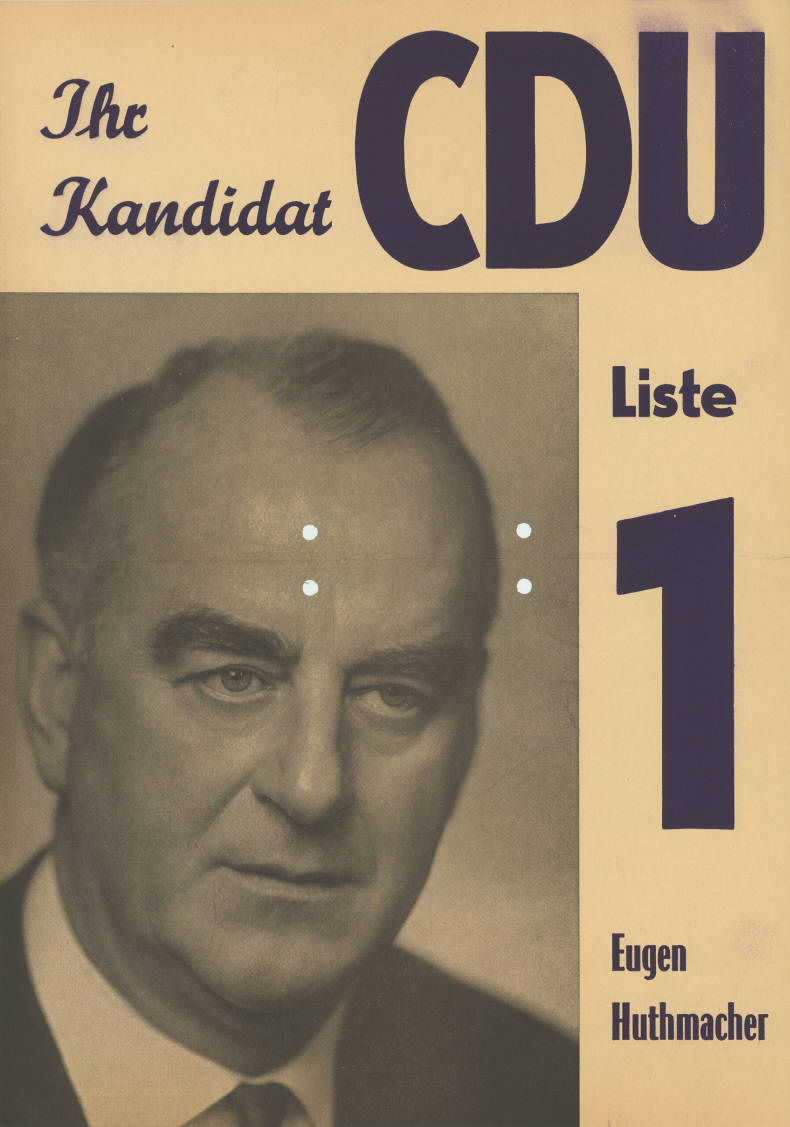
Eugen Huthmacher auf einem Wahlplakat

Eugen Huthmacher (* 18. Februar 1907 in Kirchhellen; † 29. Mai 1967 in Homburg) war ein deutscher Jurist und Politiker (CDU).

## Leben und Beruf
Nach dem Abitur am humanistischen Gymnasium in Beckum nahm Huthmacher ein Studium der Rechtswissenschaften in Innsbruck und Berlin auf, welches er 1933 mit dem ersten und 1936 mit dem zweiten juristischen Staatsexamen beendete. Anschließend war er als Geschäftsführer beim Reichsverband der Kolonialwaren- und Feinkosthändler in Berlin tätig, der später in die Wirtschaftsgruppe Einzelhandel, Nahrung- und Genussmittel aufging. In diesem Verband übernahm er 1937 die Geschäftsführung der Bezirksfachgruppe Saar-Pfalz mit Sitz in Saarbrücken. Huthmacher nahm von 1943 bis 1945 als Soldat am Zweiten Weltkrieg teil und wurde 1944 an der Ostfront verwundet. Kurz vor dem Kriegsende geriet er in US-amerikanische Gefangenschaft, verblieb in dieser bis 1946 und wurde später in französische Gefangenschaft überführt.
Nach seiner Entlassung aus der Kriegsgefangenschaft trat Huthmacher 1947 als Beamter in die Wirtschaftsabteilung der saarländischen Verwaltungskommission ein, aus der später das Wirtschaftsministerium hervorging. Er wurde 1948 zum Ministerialrat befördert und übernahm nach der Bildung der Regierung des Saarlandes die Leitung der Abteilung Wirtschaft im Ministerium für Wirtschaft, Verkehr und Landwirtschaft des Landes. Als Ministerialdirigent war er von 1951 bis 1955 ständiger Vertreter des Wirtschaftsministers Franz Ruland (CVP). Er wurde 1956 zum Direktor des Ministeriums für Wirtschaft, Verkehr und Landwirtschaft ernannt und war dort bis 1960 erneut Vertreter des Wirtschaftsministers.
Von 1960 bis zu seinem Tod 1967 war Huthmacher Wirtschaftsminister im Saarland. Er hatte eine Frau und fünf Kinder, darunter Karl-Eugen Huthmacher. Er war Mitglied der katholischen Studentenverbindungen AV Austria Innsbruck und KAV Suevia Berlin.

## Partei
Huthmacher war zunächst parteilos und schloss sich später der CDU an.

## Abgeordneter
Huthmacher war von Dezember 1960 bis Mai 1967 Mitglied des saarländischen Landtags. Dem Deutschen Bundestag gehörte er seit 1961 an. Im Parlament vertrat er den Wahlkreis Saarbrücken-Stadt. Am 13. Februar 1962 legte er sein Bundestagsmandat nieder, da er zuvor zum saarländischen Wirtschaftsminister ernannt worden war.

## Öffentliche Ämter
Nach der Volksabstimmung über das Saarstatut übernahm Huthmacher vom 29. Oktober 1955 bis zum 10. Januar 1956 die Leitung des Ministeriums für Wirtschaft, Verkehr, Ernährung und Landwirtschaft sowie die Leitung über das Ministerium für Öffentliche Arbeiten und Wiederaufbau in der von Ministerpräsident Heinrich Welsch geführten Übergangsregierung.
Huthmacher war später erneut Mitglied der Landesregierung und wurde am 9. Februar 1960 als Nachfolger von Manfred Schäfer (CDU) zum Minister für Wirtschaft, Verkehr und Landwirtschaft in das von Ministerpräsident Franz-Josef Röder (CDU) geführte Kabinett berufen. Dieses Amt übte er bis zu seinem Tode aus. Zu seinem Nachfolger wurde der FDP-Politiker Reinhard Koch bestimmt.